# Гијом Дифај
Гијом Дифај (фр. Guillaume Dufay; Берсел, 5. август 1397 — Камбре, 27. новембар 1474) је био франкофламански композитор ране ренесансе. Као централна фигура Бургундијске школе, био је најпознатији и најутицајнији европски композитор 15. века. Дифај је током свог живота био на различитим музичким позицијама, и био је повезан са Бургундском школом, као и међу првим композиторима, или барем претходницима, француско-фламанске школе.
Његово најпознатије и најславније дело, сложени мотет Нупер Росарум Флорес, написано је за освећење куполе Филипа Брунелескија на Фирентинској катедрали и сматра се иконом западне културе. Дифај је иза себе оставио опсежан опус, укључујући комаде који представљају готово сваки жанр полифоничне музике из његовог времена. Његова музика је ефикасно синтетизовала широк спектар стилова: стил чувене Missa Caput, Contenance angloise његовог старијег савременика Џона Данстејпла и технике његових млађих савременика Јоханеса Окегема и Антоана Бјунуа.

## Биографија

### Детињство и младост
По подацима из његовог тестамента, највероватније је рођен у Берселу код Брисела. Био је ванбрачно дете непознатог свештеника и жене која се звала Мари Ди Фе. Мари се преселила са сином у Камбре настанивши се код рођака који је био црквењак у локалној катедрали. Веза између породице Дифај и катедрале у Камбреу једини је разлог што је позната велика количина података о раном животу Дифаја, јер је институт водио детаљну евиденцију о свим повезаним особама. Црквене власти су врло брзо уочиле Дифајов талент за музику па му је обезбеђено и адекватно образовање: студирао је музику са Рожером де Есдином 1409. године, а евидентиран је као хорски певач катедрале од 1409. па до 1412. Тих година студирао је са Николасом Малином, а власти, импресиониране његовим талентом, поклониле су му 1411. копију Виледјуовог „Доктринала“. У јуну 1414. са само 16 година већ је био на дужности капелана у Сен Жерију, месту близу Камбреа. Те године је отишао на сабор у Констанцу, где је највероватније остао до 1418. када се вратио у Камбре.

### Од Камбреа, па до Италије и Савоје
Од новембра 1418. до 1420. био је помоћник ђакона у катедрали у Камбреу. Поново је напустио Камбре 1420. и отишао у Римини и највероватније Пезаро, где је радио за породицу Малатеста. Иако нема доказа о његовој служби код Малатеста, постоји неколико композиција које се могу везати за тај период. Тамо је упознао композиторе Уга и Арнолда Лантина који су такође били међу музичарима породице Малатеста. Дифај се 1424. вратио у Камбре, овај пут због болести и изненадне смрти рођака код кога је живела његова мајка. Око 1426. поново је отишао у Италију, овај пут у Болоњу у службу кардинала Луја Алемана, папиног легата. У Болоњи је постао ђакон, а око 1428. и свештеник. Године 1428, након смењивања кардинала Алемана, Дифај одлази за за Рим.
Ту је постао члан папског хора, прво у служби Папе Мартина V, а 1431, након Мартинове смрти, и папе Евгенију IV.
1434. постаје диригент у Савоју, где је служио војводи Амадеу VIII; по свему судећи отишао је из Рима због финансијских потешкоћа папског хора и да побегне од потреса и несигурности током борбе између папата и Фирентинске уније. Већ 1435 поново је служио у папској капели, али овога пута у Фиренци – где је папа Еуген био изгнан из Рима 1434 од стране власти устаниче републике, која је симпатисала Базелски сабор и покрет сједињења. 1436 Дифај је компоновао свечани мотет “Nuper rosarum flores” (“Од скора цветају руже”), једну од својих најпознатијих композиција, која је била појана за посвећивање Брунелескијеве куполе на катедрале у Фиренци, где је Еуген живео у егзилу.
Током овог периода Дифај је, такође, започео своје дуго дружење са породицом Есте у Ферари, једном од најпознатијих мецена за време ренесансе, и са којима се вероватно упознао током својих веза са породицом Малатеста; Римини и Ферара нису близу географски, али те две породице су биле спојене браком и Дифај је компоновао најмање једну баладу за Николу III, маркиза од Фераре. 1437 Дифај је посетио град. Када је Николо умро 1441, следећи маркиз је задржао контакт са Дифајем, и не само што је наставио финансијску подршку композитору, већ је и умножавао и дистрибуирао делове његове музике.

## Наслеђе
Дифај је био један од последњих композитора који су користили касносредњовековне полифоничне структурне технике попут изоритма, и један од првих који је користио блаже хармоније, фразе и мелодије карактеристичне за рану ренесансу. Његове композиције у већим жанровима (масе, мотети и шансоне) углавном су сличне једна другој; његов углед у великој мери дугује ономе што се сматрало његовом савршеном контролом облика у којима је радио, као и даром за памћење и певање мелодије. Током 15. века универзално се сматрао највећим композитором свог времена, мишљење које је углавном преживело до данас.
Дифај је имењак Дифај Колектива, ансамбла ране музике са историјски потврђеним наступима.

## Издања
- Guillaume Dufay, Opera omnia (collected works in six volumes), ed. Heinrich Besseler with revisions by David Fallows. Corpus mensurabilis musicae CMM 1, Rome: American Institute of Musicology, 1951–1995. Further info and sample pages
- Die frühen Messenkompositionen von Guillaume Dufay, ed. R. Bockhold, 1960, Tutzing